# 韦尔德雷勒-莱索克斯
韦尔德雷勒-莱索克斯（法語：Verderel-lès-Sauqueuse，法語發音：[vɛʁdəʁɛl lɛ sokøz]）是法国瓦兹省的一个市镇，属于博韦区。该市镇总面积12.46平方公里，2009年时的人口为750人。

## 人口
韦尔德雷勒-莱索克斯人口变化图示